# 山崎右吉
山崎 右吉（やまざき うきち、1888年（明治21年）4月25日 - 1944年（昭和19年）6月23日）は、大日本帝国陸軍軍人。最終階級は陸軍少将。

## 経歴
1888年（明治21年）に神奈川県で生まれた。陸軍士官学校第20期卒業。1934年（昭和9年）3月5日に陸軍歩兵学校教官に就任し、8月1日に陸軍歩兵大佐に進級した。1935年（昭和10年）8月に戦車第3大隊長に転じ、1937年（昭和12年）8月10日に戦車第3連隊長を経て、9月15日に仙台陸軍教導学校学生隊長に就任した。
1938年（昭和13年）3月1日に陸軍少将に進級し、熊本陸軍教導学校長に着任。1939年（昭和14年）3月に歩兵第20旅団長（第13軍・第116師団）に転じ、日中戦争に出動。華中の兵站基地である安慶で守備に任じた。1940年（昭和15年）8月1日に第16師団司令部附となり、8月31日に予備役に編入された。